# Патріс Желар
Патріс Желар (фр. Patrice Gélard; нар. 3 серпня 1938, Тулон — пом. 25 червня 2020, Сент-Адресс) — французький політик та правник, член партій «Об'єднання на підтримку Республіки» та «Союз за Народний Рух».

## Біографія
Закінчив правничий факультет Паризького університету, у 1962 році здобув науковий ступінь «доктор філософії». Також вивчав російську та новогрецьку мови у Національному інституті східних мов і цивілізацій.
Працював професором конституційного права і геополітики, тривалий час був деканом факультету Університету Руана, потім був деканом факультету міжнародних відносин Гаврського університету.
У 1995 року був вперше обраний до Сенату від Приморської Сени, потім переобирався на кожних виборах до 2014 року. Був головою групи дружби «Франція — Україна», «Франція — Росія» та «Франція — Монголія».
З 1994 по 2008 рік був віцемером міста Гавр.
У 2008 році виграв муніципальні вибори й став мером муніципалітету Сент-Адресс. У 2014 році покинув політику.

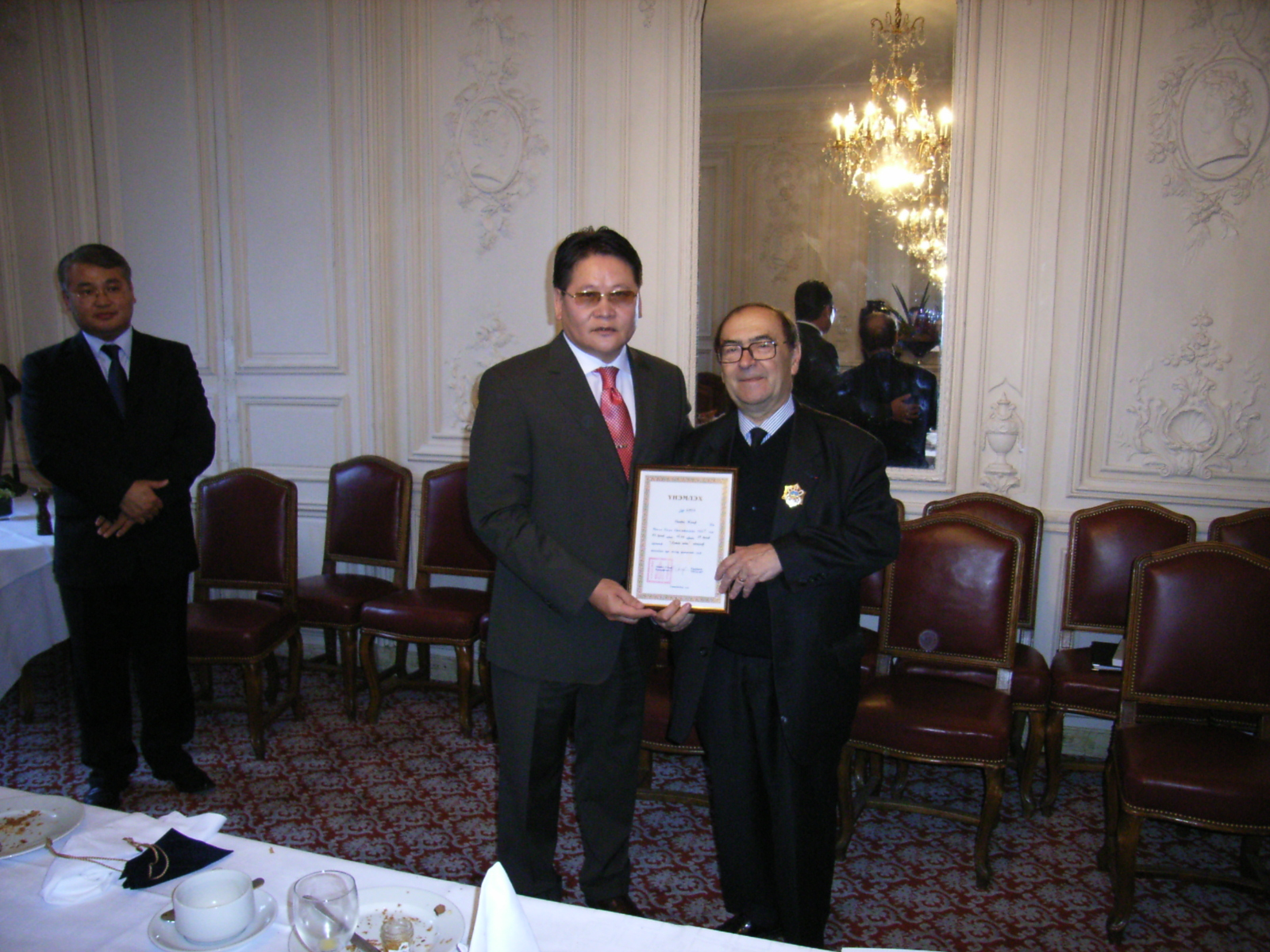
Патріс Желар під час церемонії нагородження орденом Полярної зірки у Люксембурзькому палаці.

Помер 25 червня 2020 року.

## Нагороди
- кавалер ордена Почесного легіону;
- офіцер ордену «За заслуги»;
- командор ордена Академічних пальм;
- Почесна грамота Верховної Ради України (2003)[13];
- Орден Дружби (Росія, 2008)[14]
- орден «За заслуги» II ступеня (Україна, 2004)[15][16];
- орден Полярної Зірки (Монголія).